# Сомис, Джованни Баттиста
Джованни Баттиста Сомис (итал. Giovanni Battista Somis, 25 декабря 1686, Турин, Савойское герцогство — 14 августа 1763, Турин, Сардинское королевство) — итальянский скрипач и композитор периода барокко.

## Биография
Происходил из семьи придворных музыкантов герцогов савойских. Первые уроки получил вместе с братом Джованни Лоренцо Сомисом у своего отца Франческо Лоренцо Сомиса (1663—1736). В 1703 — 1706 годах совершенствовал свое искусство в Риме под руководством Арканджело Корелли, затем, возможно, учился у Вивальди в Венеции. Вернулся в Турин, где работал скрипачом герцогской капеллы.
Сомис стоял у истоков французской скрипичной школы. Его знаменитыми учениками были французы Жан-Мари Леклер, Луи-Габриэль Гийемен и Жан-Пьер Гиньон и швейцарец Гаспар Фриц. Среди итальянских учеников следует отметить учителя Джованни Баттиста Виотти — Гаэтано Пуньяни.
Его относительная бездеятельность не была помехой международной известности, отчасти благодаря французским ученикам. О концертах Сомиса, состоявшихся в парижском Concert Spirituel 2 апреля и 14 мая 1733 года, журнал «Mercure de France» писал: «высшее совершенство». Эти концерты стали одним из самых значимых скрипичных событий в Европе.
Результатом педагогической деятельности Сомиса было распространение римской традиции Корелли на север от Италии и Пьемонта. Композиторское мастерство славы ему не принесло, несмотря на авторство более чем 150 скрипичных концертов (большинство утеряно), камерных сонат и т. д. Около 80 сонат были опубликованы при жизни композитора, например opus 5, написанные в галантном стиле с многочисленной орнаментикой.

## Сочинения
- Opus 1 — 12 камерных сонат для скрипки и basso continuo (1717 Амстердам)
- Opus 2 — 12 камерных сонат для скрипки и basso continuo (1723 Турин)
- Opus 3 — 12 камерных сонат для скрипки и basso continuo (1725 Турин)
- Opus 4 — 12 камерных сонат для скрипки и basso continuo (1726 Париж), посвящены кардиналу Пьетро Оттобони
- Opus 5 — 6 трио-сонат для двух скрипок и basso continuo (1733 Париж)
- Opus 6 — 12 камерных сонат для скрипки и basso continuo (1734 Париж)
- Opus 7 — «Ideali trattimenti da camera» для двух скрипок, двух флейт или виол (1750 Париж)
- Opus 8 — 6 трио-сонат
- 150 концертов для скрипки
- 3 концерта для двух скрипок
- 3 концерта для флейты
- 1 концерт для гобоя
- 4 концерта для трубы
- 75 сонат для скрипки и basso continuo
- мотет Mundi Splendidae

## Издания
- Somis, Giovanni Battista (1998) — Sonates for violin and basso continuo, opus 3, modern edition. Madison, Wisconsin: AR Editions, Inc. pp. ix, xiii. ISBN 0-89579-422-5.

## Дискография
- Сонаты для скрипки, op. 1 — Kreeta-Maria Kentala, скрипка; Lauri Pulakka, виолончель; Mitzi Meyerson, клавесин (2014, Glossa GCD 921807)
- Opus IV — Marco Pedrona, скрипка; ансамбль Guidantus (2015, Caliope CAL 1526)